# Notes by an Oxford Chiel
Notes by an Oxford Chiel ist eine Sammlung mehrerer satirischer Texte von Lewis Carroll, die die Universitätspolitik in Oxford betreffen. Sie wurde 1874 zusammengestellt und gemeinsam neu veröffentlicht. Als Autor ist nur D.C.L. angegeben, eine Umstellung der Initialen seines richtigen Namens Charles Lutwidge Dodgson.

## Inhalt

### The New Method of Evaluation, as Applied to π
Aus dem Jahr 1865 stammt die Beschreibung einer neuen Methode der Auswertung, auf π angewendet. Vordergründig geht es um komplizierte Berechnungen, beispielsweise mittels  Maclaurin-Reihen. Der Text bezieht sich auf den Streit um das Gehalt von Benjamin Jowett, das von ursprünglich 40 £ auf 500 £ angehoben wurde.

### The Dynamics of a Parti-cle
Hintergrund der Dynamik eines Parti-kels war die Wahl der beiden Abgeordneten der Universität Oxford in das House of Commons im Juli 1865. Die bisherigen Abgeordneten waren William Ewart Gladstone und Gathorne Gathorne-Hardy. Gladstone war in Carrolls Augen zu liberal, sodass er den Herausforderer William Heathcote bevorzugte. Der Text greift diese Situation auf und stellt sie als ein geometrisches Problem im Stile der Elemente von Euklid dar: Er beginnt mit einer Reihe von Definitionen, Postulaten und Axiomen, die an Euklid angelehnt sind, sich tatsächlich aber auf politische Debatten und Wahlen bezieht.
Es schließen sich Propositionen an, die mit der Konstruktionsaufgabe enden, eine gegebene Tangente von einem Kreis zu entfernen und stattdessen eine andere Gerade mit ihm in Berührung zu bringen. Carroll beschreibt einen komplizierten Prozess mit mehreren Skizzen, bei dem vom Kreis UNIV mit Mittelpunkt O (also die Universität von Oxford) die Tangente WEG (also Gladstone) entfernt wird, während GH (also Gathorne-Hardy) bestehen bleibt und stattdessen WH (also Heathcote) zur Tangenten wird.
Tatsächlich gewannen Gethorne-Hardy und Heathcote die Wahl.

### Facts, Figures, and Fancies
Dieser Teil besteht aus drei einzelnen Texten aus den Jahren von 1866 bis 1868. The Elections to the Hebdomadal Council ist ein Gedicht, das auf einen offenen Brief mit Kritik am Hebdomadal Council Bezug nimmt und ihn parodiert. Dieses Gedicht war bereits in Phantasmagoria and Other Poems nachgedruckt worden. Es folgt The offer of the Clarendon Trustees, ein Brief, in dem Carroll Vorschläge parodiert, wie das Geld aus einer Stiftung (aus der letztlich das Clarendon Laboratory hervorging) am sinnvollsten ausgegeben werden sollte. So fordert er etwa, die Universität solle für den Fachbereich Mathematik einen Acker bereitstellen um das Wurzelziehen zu üben. The Deserted Parks ist eine Parodie auf Oliver Goldsmiths Gedicht The Deserted Village und bezieht sich auf den Vorschlag des Vizekanzlers F. K. Leighton Parks in Cricket-Spielfelder umzuwandeln.

### The New Belfry
The New Belfry aus dem Jahr 1872 ist eine kritische Darstellung des neuen Belfrieds am Christ Church College. In 13 Abschnitten betrachtet er den neuen Belfried aus verschiedenen Gesichtspunkten und kommt jedes Mal zu dem Schluss, dass die Universität durch sein Aussehen entstellt wird. So schreibt er etwa:

§ 4. On the chief architectural merit of the new Belfry, Ch. Ch.
Its chief merit is its Simplicity—a Simplicity so pure, so profound, in a word, so simple, that no other word will fitly describe it. […]
§ 5. On the other architectural merits of the new Belfry, Ch. Ch.
The Belfry has no other architectural merits.

§ 4. Über den architektonischen Hauptvorzug des neuen Belfrieds, Christ Church
Sein Hauptvorzug ist seine Schlichtheit – eine Schlichtheit so rein, so tiefgreifend, in einem Wort, so schlicht, dass kein anderes Wort sie treffend beschreiben kann. […]
§ 5. Über die weiteren architektonischen Vorzüge des neuen Belfrieds, Christ Church
Der Belfried hat keine weiteren architektonischen Vorzüge.

Heute ist der Belfried nicht mehr zu sehen.

### The Vision of The Three T’s
Auch der im folgenden Jahre 1873 erstmals veröffentlichte Text – von ihm als Klagelied bezeichnet – über die Vision der drei T behandelt die Baumaßnahmen der Universität. Wie im parodierten Werk The Complete Angler von Izaak Walton findet in drei Kapiteln eine Unterhaltung zwischen einem Jäger und einem Angler statt. Zunächst treffen sie auf einen Professor, der sie über die universitären Abläufe aufklärt, dann auf einen Verrückten, der sich als Architekt zu erkennen gibt. Im letzten Kapitel unterhalten sich die beiden mit einem Tutor, der ihnen den Vers Diruit, aedificat, mutat quadrata rotundis von Horaz erläutert.

### The Blank Cheque
Auch der letzte Text aus dem Jahre 1874 kritisiert die Bauvorhaben am Christ Church College. In Form einer Parabel erzählt Carroll von einer Familie, die sich nicht einigen kann, wo sie den Sommer verbringen will. So kommen sie überein, ihr Hausmädchen zu beauftragen, die Organisation vollständig zu übernehmen. Damit sie dies ausführen kann, erhält sie einen Blankoscheck. Carroll vergleicht dies mit der Idee, einen Blankoscheck zum Bau neuer Schulgebäude auszustellen, bevor überhaupt irgendein Plan zu deren Verwirklichung besteht.

## Ausgaben
- The Dynamics of a Parti-cle, with an Excursus on the New Method of Evaluation as applied to Pi. Oxford, Vincent, 1865.
- The New Belfry of Christ Church, Oxford. A Monograph. By D.C.L. Oxford, Parker, 1872.
- The Vision of The Three T’s. A Threnody. By the Author of “The New Belfry”. Oxford, Parker, 1873.
- The Blank Cheque. A Fable. By the Author of “The New Belfry”, and “The Vision of The Three T’s”. Oxford, Parker, 1874.
- The Dynamics of a Parti-cle: Oxford, Parker, 1874.
- The New Method of Evaluation as Applied to Pi. Oxford, Parker, 1874.
- Facts, Figures, and Fancies. Oxford, Parker, 1874.
- Notes by an Oxford Chiel. Oxford, Parker, 1874. (online)
- Notes by an Oxford Chiel. Nabu Press, 2010. ISBN 978-1-148-03392-1.
- Notes by an Oxford Chiel. Hardpress Publishing, 2012. ISBN 978-1-290-58641-2.